# 高彊 (齊國)
高彊（？—？），姜姓，高氏，名彊，字子良，齊惠公之曾孫、公子祁之孫、高蠆（子尾）之子。中國春秋時期齊國大夫。
前540年，韓起到訪齊國，欒灶（子雅）召來兒子欒施（子旗）拜見韓起，韓起說欒施並不像一個臣子，不能保住家族。高蠆也讓高彊拜見韓起，韓起也說出對欒施一樣的評語。眾大夫都取笑韓起，只有晏嬰認為韓起是一個君子，君子心誠，他的判斷是有根據的。
高蠆與欒灶身為公族大夫，他們的影響力在齊國非常大，當欒灶在539年十月逝世後，晏嬰曾斷言欒施不能保家、姜氏衰弱。媯氏（即田氏）將興，二惠競爽（二氏皆齊惠公之後代）的局面猶可，現欒灶已去，姜氏面臨滅亡的危機。由此可見，高、欒二家公族影響力極大，能支撐姜氏的國君。
前534年七月，高蠆去世，欒施希望管理高氏家產，遂殺其家宰梁嬰，趕走大夫子成、子工、子車，三人逃至魯國。欒施後為高彊立了家宰。
前532年，欒施、高彊二人嗜酒，兩人投契，與田無宇、鮑國疏遠，四族遂分為二黨。欒高二人每次聚飲，醉後輒言陳鮑兩家長短。陳鮑聽聞後漸生疑忌。剛好有人挑撥田無宇及鮑國說欒、高二氏將攻打田、鮑二氏，鮑國深信此事遂令人往約田無宇共攻欒、高兩族。欒施、高彊戰敗，出奔魯國。後來，叔孫婼從晉國回來，大夫們都來進見，高彊進見以後就退了出去。叔孫婼對大夫們說：“做一個人的兒子不能不謹慎啊！過去慶封逃亡，子尾（高蠆）接受的城邑很多，卻稍微還給了國君一部分。國君認為他忠誠，因而很寵幸他。臨死以前，在公宮得病，坐上人力拉的車子回家，國君親自推著他走。結果作兒子的卻不能繼承他的功業，因此流落到了這裡。忠誠是美德，做兒子的不能繼承，罪過便應在自家身上，怎麼能不謹慎呢！”。